# Heudeber
Heudeber è una frazione del comune tedesco di Nordharz, nel Land della Sassonia-Anhalt.